# Tekla Trapszo

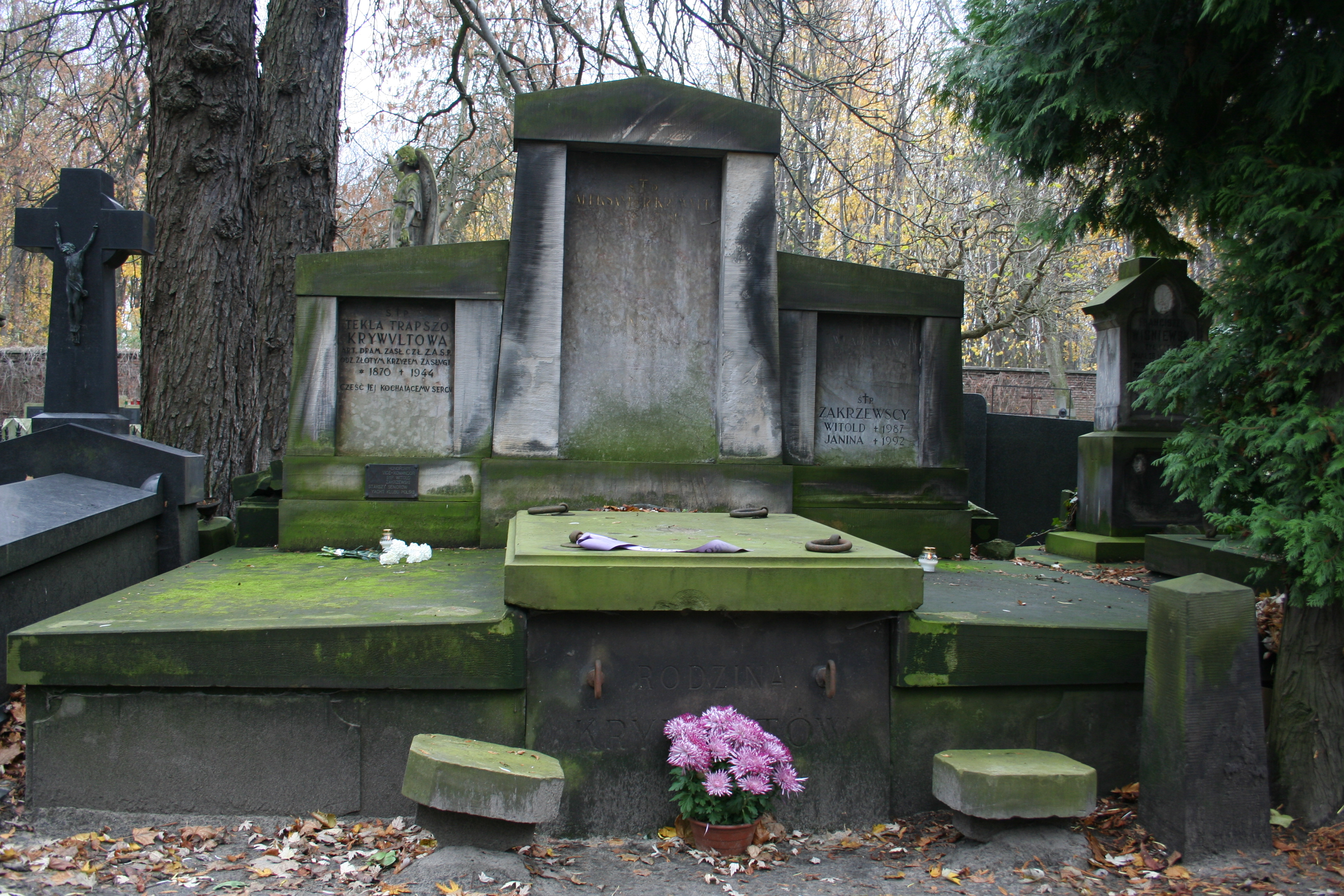
Grób Tekli Trapszo i Aleksandra Krywulta na warszawskim cmentarzu Powązkowskim

Tekla Trapszo, Tekla Trapszo-Krywultowa (ur. 23 września 1873 w Kaliszu, zm. 27 października 1944 w Warszawie) – polska aktorka teatralna i filmowa.

## Życiorys
Tekla Trapszo była córką Anastazego i Anny Eugenii Walerii z Ćwiklińskich, 1 v. Gustaw. Urodziła się jako nieślubne dziecko, ponieważ rodzice usankcjonowali związek dopiero kilka lat po jej urodzeniu. Już jako dziecko występowała z zespołem ojca na prowincji. Po śmierci matki przyjechała do Warszawy, a następnie związała się z teatrami Łodzi, gdzie zadebiutowała w 1890. W latach 1891–1899 była aktorką Teatru Miejskiego w Krakowie, gdzie szybko stała się ulubienicą publiczności. Później przez krótki okres była we Lwowie. W latach 1899–1927 grała w teatrach rządowych w Warszawie, między innymi w Teatrze Rozmaitości i w Teatrze Letnim. Kilkukrotnie wystąpiła w Kaliszu. Od 1924 grała w Teatrze Narodowym w Warszawie.
Na dużym ekranie zadebiutowała w 1911 roku filmem Sąd boży.
W końcu lat dwudziestych praktycznie przestała pojawiać się na scenie, mimo że należała do najwybitniejszych aktorek ówczesnych czasów. Po kilkunastoletniej przerwie powróciła przed kamerę, grając głównie role matek, ciotek oraz opiekunek.
Członek zasłużony Związku Artystów Scen Polskich. 

### Życie prywatne
Jej siostrą była Irena Trapszo-Chodowiecka. Tekla Trapszo była ciotką dla Mieczysławy Ćwiklińskiej. Jej mężem od 1900 był Jan Krywult (1875–1923), z którym miała córkę Felicję Tomaszewską (1902–1938). Jej teściem był Aleksander Krywult. W czasie trwania małżeństwa aktorka używała podwójnego nazwiska Trapszo-Krywultowa, a po śmierci męża wróciła do swojego nazwiska panieńskiego.
Zmarła 27 października 1944 w szpitalu oftalmicznym w Warszawie.
Tekla Trapszo spoczywa w rodzinnym grobowcu na cmentarzu Powązkowskim w Warszawie (kwatera 229–6–4,5,6).

## Odznaczenia
- Złoty Krzyż Zasługi
- Srebrny Wawrzyn Akademicki (4 listopada 1937)[2]

## Filmografia
- 1939 – Bogurodzica jako pani Polaska, matka Jana
- 1938 – Profesor Wilczur jako matka doktora Pawlickiego
- 1938 – Rena jako Małgorzata Łaska, matka Reny
- 1938 – Kobiety nad przepaścią
- 1937 – Ty, co w Ostrej świecisz Bramie jako matka Ryszarda
- 1936 – Jego wielka miłość jako matka Grywicza
- 1936 – Pan Twardowski jako kobieta na jarmarku żebrząca o chleb
- 1934 – Młody las jako Walczakowa, matka Jana
- 1933 – Pod Twoją obronę jako pani Polaska
- 1933 – Romeo i Julcia jako matka Krysi
- 1930 – Janko Muzykant jako matka Janka
- 1930 – Wiatr od morza jako gospodyni
- 1929 – 9.25. Przygoda jednej nocy
- 1929 – Człowiek o błękitnej duszy jako matka Haliny
- 1929 – Mocny człowiek jako gospodyni domu na Ogrodowej
- 1929 – Pod banderą miłości jako matka Andrzeja
- 1928 – Przedwiośnie jako Jadwiga Barykowa (nominacja do nagrody Złota Kaczka)
- 1912 – Przesądy
- 1912 – Spodnie jaśnie pana
- 1911 – Sąd boży jako Joas

## Spektakle teatralne (wybór)
- 1895 – Sapho, Teatr im. Juliusza Słowackiego w Krakowie
- 1900 – Do rozwodu, Teatr Miejski w Kaliszu
- 1900 – Fortepian Berty, Teatr Miejski w Kaliszu
- 1900 – Pomyłka pana Lambinetta, Teatr Miejski w Kaliszu
- 1907 – Pietro Caruso, Teatr Miejski w Kaliszu
- 1909 – Sen nocy letniej, Teatr Wielki w Warszawie
- 1924 – Ziemia nieludzka, (sala kina „Stylowy” przy ul. Ciasnej 21)
- 1924 – Don Juan Tenorio, Teatr Narodowy w Warszawie
- 1924 – Uciekła mi przepióreczka..., Teatr Narodowy w Warszawie